# Dinkelsgraben
Der Dinkelsgraben ist ein knapp 900 Meter langer Bach des Südschwarzwaldes, der im Stadtteil Atzenbach von Zell im Wiesental im baden-württembergischen Landkreis Lörrach von rechts und Norden in den Erzenbach mündet.

## Geographie

### Verlauf
Der Dinkelsgraben entspringt auf einer Höhe von etwa 658 m ü. NHN im Walddistrikt Erzenwald am Westhang des Wegscheidekopfs und verläuft von dort in westsüdwestlicher Richtung durch Waldgebiet. Die letzten 100 Meter seines Laufes fließt er durch die Wiesenaue Dinkelmatt, ehe er östlich des Atzenbacher Wohn- und Gewerbegebiets Auf der Spani  auf einer Höhe von 465 m ü. NHN in den Erzenbach mündet.

### Einzugsgebiet
Das naturräumlich zum Südschwarzwald gehörende Einzugsgebiet ist etwa 42 ha groß und liegt komplett im Stadtgebiet von Zell im Wiesental. An seiner Ostecke auf dem Gipfel des Wegscheidekopfs liegt der höchste Punkt des Einzugsgebietes auf 830,6 m ü. NHN.
Die Einzugsgebiete der folgenden Nachbargewässer grenzen an:
- Im Norden und Nordosten grenzt das Einzugsgebiet des noch höher zur Wiese entwässernden Angenbachs und seiner Nebenläufe an;
- im Süden konkurriert der Erzenbach.

### Zuflüsse
Zuflüsse sind auf der amtlichen Gewässerkarte keine verzeichnet.

### Flusssystem Wiese
- Fließgewässer im Flusssystem Wiese